# The Fortune of Christina McNab
The Fortune of Christina McNab er en britisk stumfilm fra 1921 af W. P. Kellino.

## Medvirkende
- Nora Swinburne som Christina McNab
- David Hawthorne som Colin McCrae
- Francis Lister
- Sara Sample som Muriel Stonor
- Marjorie Chard som Lady Anne Drummond
- Chick Farr som Archie Anstruthers
- Norman Tharp som Mr. Drummond